# Astragalus cystocarpus
Astragalus cystocarpus är en ärtväxtart som beskrevs av Antonina Georgievna Borissova. Astragalus cystocarpus ingår i släktet vedlar, och familjen ärtväxter. Inga underarter finns listade i Catalogue of Life.